# Ludovico Micara
Ludovico Micara, O.F.M. Cap., italijanski duhovnik, škof in kardinal, * 12. oktober 1775, Frascati, † 24. maj 1847.

## Življenjepis
Decembra 1798 je prejel duhovniško posvečenje.
20. decembra je bil imenovan za kardinala v srcu; 13. marca 1826 je bil razglašen za kardinala-duhovnika pri Ss. Quattro Coronati.
2. oktobra 1837 je bil imenovan za kardinal-škofa Frascatija; škofovsko posvečenje je prejel 15. oktobra istega leta.
28. novembra 1843 je bil imenovan za prefekta Kongregacije za zakramente.
Junija 1844 je bil imenovan za kardinal-škofa Ostie.
Umrl je 24. maja 1847.